# Даламан
Даламан (тур. Dalaman) је округ и главни град тог округа на југоисточној обали Турске, у провинцији Мугла.
Даламан је познат по међународном аеродрому који претежно користе туристи како би дошли до одмаралишта на обали мора. У поређењу са другим аеродромима у Турској је мали - има 14 места за авионе. Аеродром користе многе домаће и међународне авио-компаније, попут Теркиш ерлајнса, који нуди и свакодневне летове до пословног и финансијског центра Турске, Истанбула. Нови терминал за међународне летове је отворен у скорије време.

## Демографија
| 1990.  | 2000.  |
| ------ | ------ |
| 15.025 | 17.607 |